# Hemma Clementi

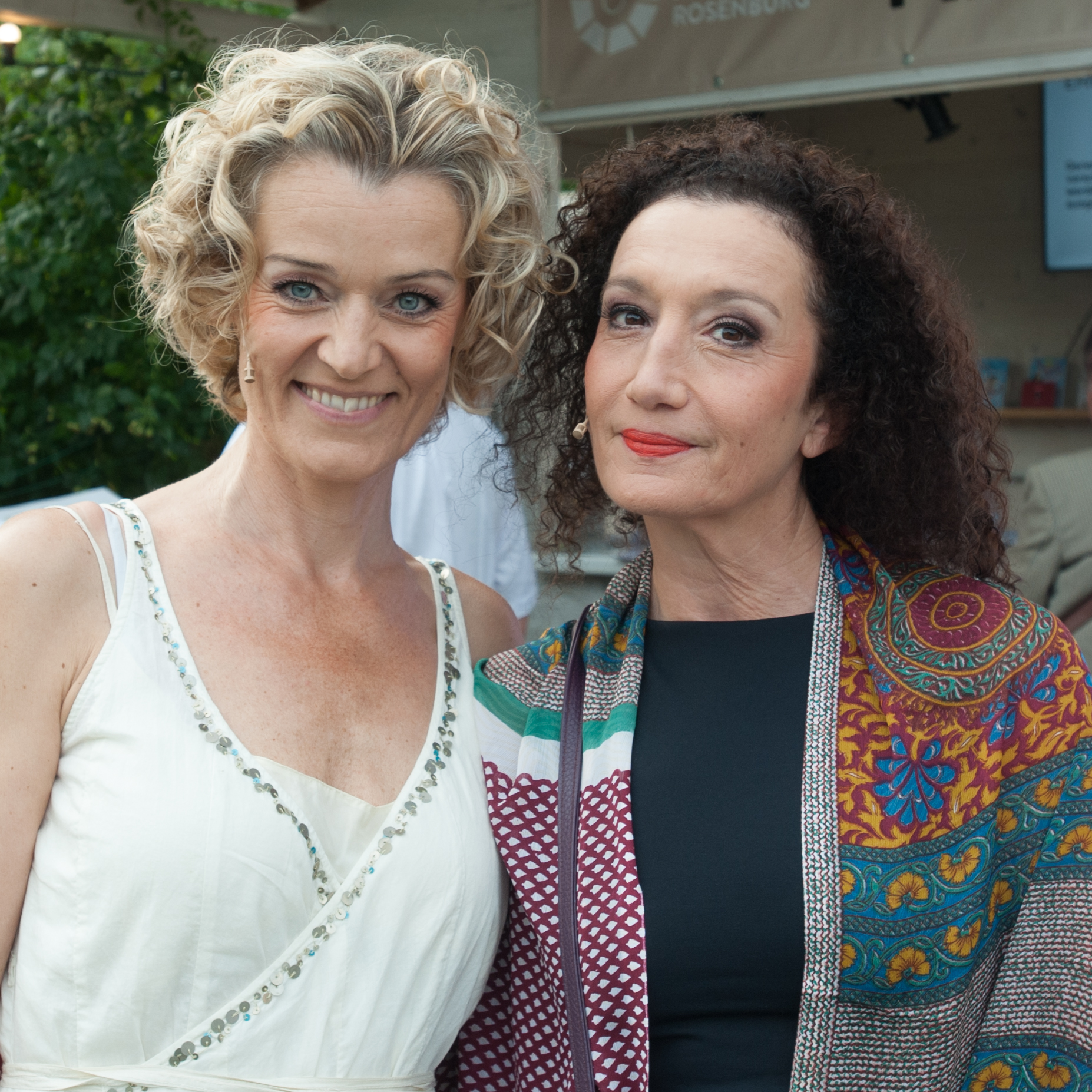
Hemma Clementi (links) mit Konstanze Breitebner, 2016

Hemma Clementi (* 30. Mai 1968 in Wien) ist eine österreichische Schauspielerin.

## Leben
Clementi absolvierte von 1987 bis 1990 ihre Schauspielausbildung am Konservatorium der Stadt Wien für Musik, Tanz und Schauspiel und schloss diese 1990 mit Diplom ab. Anfang spielte sie kleinere Rollen in den Serien Kommissar Rex und Stockinger. Andere Engagements hatte sie unter anderem am Theater im Steinbruch Krastal, am Theater in der Josefstadt, im Wiener Lustspielhaus und am Theater am Kurfürstendamm in Berlin.

## Theaterarbeiten
- Reset – Alles auf Anfang (Roman Frankl/Michael Niavarani), Regie: Bernhard Murg & Oliver Rosskopf, Rolle: Maria Gruber, Tournee/Globe Wien (2016/17)
- Kalender Girls. Regie: Marcus Ganser, Sommernachtskomödie Rosenburg (2016)[2]
- Romeo und Julia. Komödie von Michael Niavarani (frei nach Shakespeare), Rolle: Fürstin von Verona, Globe Wien/Marx Halle (2016)
- Richard III. (von Michael Niavarani frei nach William Shakespeare), Regie: Viktoria Schubert, Rolle: Königin Margret u. a., Globe Wien Marx Halle (2014/15)
- Der zerbrochene Krug. Theater im Steinbruch Krastal, Theater in der Josefstadt, Schauspielhaus Wien, Landestheater Innsbruck, Landestheater Linz, Stadttheater Klagenfurt, Theater am Kurfürstendamm Berlin, Komödie am Winterhuder Fährhaus Hamburg (2013)[3]

## Filmografie
- 1995: Es war doch Liebe?, Regie: Wolfgang Glück
- 1995: Mein Opa ist der Beste
- 1995: Kommissar Rex (TV-Serie), Gefährliche Jagd
- 1996: Kommissar Rex (TV-Serie), Tod im Museum
- 1996: Kommissar Rex (TV-Serie), Über den Dächern von Wien
- 1996: Die totale Therapie, Regie: Christian Frosch
- 1996: Stockinger (TV-Serie), Endstation Hallstatt
- 1997: Black Flamingos – Sie lieben euch zu Tode, Regie: Houchang Allahyari
- 1997: Schwurgericht (TV-Serie), Saskia – Schwanger zum Sex gezwungen
- 1997: Ein Fall für zwei (TV-Serie), Ende einer Täuschung
- 1998: Der Bergdoktor (TV-Serie), Eine unmögliche Liebe
- 2000: Julia – Eine ungewöhnliche Frau, Abschiede
- 2001: Medicopter 117 – Jedes Leben zählt (TV-Serie), Super-Gau
- 2002: Schon Wieder Sonntag, Regie: Leopold Huber
- 2003: Welcome Home, Regie: Andreas Gruber
- 2004: Schlosshotel Orth, Fälschungen
- 2006: Brüder III – Auf dem Jakobsweg
- 2012: Lilly Schönauer – Liebe auf den zweiten Blick, Regie: Peter Sämann
- 2015: Vorstadtweiber, Regie: Sabine Derflinger
- 2016: A Midsummer Night´s Dream, Regie: Sacha Bennett
- 2018: Sturm der Liebe als Emily Schwab
- 2019: Love Machine, Regie: Andreas Schmied
- 2023: Die Toten vom Bodensee – Der Nachtalb (Fernsehreihe)
- 2023: Pulled Pork